# (10978) Bärbchen
(10978) Bärbchen, désignation internationale (10978) Barbchen, est un astéroïde de la ceinture principale.

## Description
(10978) Barbchen est un astéroïde de la ceinture principale. Il fut découvert le 29 septembre 1973 à l'observatoire Palomar par Cornelis Johannes van Houten, Ingrid van Houten-Groeneveld et Tom Gehrels. Il présente une orbite caractérisée par un demi-grand axe de 3,09 UA, une excentricité de 0,14 et une inclinaison de 15,5° par rapport à l'écliptique.

## Compléments